# Manoba multipuncta
Manoba multipuncta är en fjärilsart som beskrevs av George Francis Hampson 1893. Manoba multipuncta ingår i släktet Manoba och familjen trågspinnare. Inga underarter finns listade i Catalogue of Life.